# ウルフバート
ウルフバート (Ulfberht) もしくはウルフバルトは1,000年代にスカンディナヴィアで用いられたヴァイキングの刀剣に見られる銘文。これらの刀剣に用いられた鋼鉄の品質は産業革命以前のものとして比類がない。現在までに171振りが発見されているが、「本物」のウルバートと確認されたものは数点に止まる(後述)。最初期のものは850年頃まで遡る。

## 製造
「るつぼ鋼」は最も純度の高い鉄であり、ダマスカス鋼は「ウーツ鋼」と呼ばれる「るつぼ鋼」の二次加工様態である。中世の武器の殆どは炭素含有量の低い柔らかい鉄で造られているが、ウルフバートに用いられた鋼鉄は比較して炭素含有量が非常に高く、鋼滓も少ない。
これによりこの武器はより強く、より柔軟となり、従って折れる事も少なく、敵の盾から引き抜くことも容易であった。これらの技術は中央アジアへと旅したヴァイキングによってもたらされたと推定されている。ヴォルガ河交易ルートを用いた可能性が指摘されている。
近年、TV番組の企画でRichard Furrer氏が当時の製法の類推に従ってレプリカを製作した。

## 用途
ウルフバートは使用者に上述のようなメリットをもたらす為、精鋭戦士や首長によって用いられたと思われる。大きさや形状においては通常のヴァイキングの剣の域を出ないが、遥かに優れた耐久性を持ち、敵の鎧を容易に貫通した。柄の近く、剣の平に"+VLFBERH+T"と金属製の象眼が入れ込まれた事が特徴で、 "+VLFBERHT+"と刻まれたヴァリエーションは比較して低品質な鉄で出来ており、「コピー品」であろうとされている。
この剣の第一の使用法は敵のチェインメイルや盾を貫く事にあった。ウルフバートの刃は同時期の他の武器と比較して非常に柔軟で、木や鉄を貫通する際に折れたり引っ掛かったりすることが少なかった。従って使用者は敵を倒した後にすぐさま次の行動に移れた。

## 名称
フランク風の響きをもつ名前だが、その意味する所は解っていない。"+VLFBERH+T"の文字はラテン文字である。最も良くある仮説は剣匠の名前もしくは製作者グループの名前であるとするもので、それが弟子たちや一族に引き継がれたという説である。「Ulfr」(古ノルマン語の「狼」)と「beraht」(古高ドイツ語および古ザクセン語の「光、輝き」)の組み合わせである可能性がある。